# Browar Kętrzyn
Browar kętrzyński (ostatnia nazwa: Browar Kętrzyn) – browar regionalny założony w 1887 w miejscowości Rastenburg (obecnie Kętrzyn, ul. Asnyka 1), zamknięty w 2000.

## Historia

### Piwowarskie tradycje
Za Licharewą: "Z innych zawodów związanych z wytwarzaniem żywności wymienić należy piwowarów. Piwo bowiem w wiekach średnich traktowane był o jako napój odżywczy i zaliczane do posiłków codziennych. Co trzeci prawie dom w Rastemborku posiadał prawo warzenia piwa. W roku 1750 miasto liczyło aż 105 „uprzywilejowanych” domów, gdzie wolno było przyrządzać piwo. Tradycje cechu piwowarów sięgają roku 1357. Ścisłe przepisy określały komu, kiedy i w jakich ilościach wolno było warzyć piwo. I tak posiadacze 160 półkorców słodu warzyli co trzy tygodnie, posiadacze 80 półkorców co sześć tygodni licząc od dnia św. Michała (29 IX) do dnia św. Filipa i św. Jakuba (1. VI). Niezależnie od tego istniał browar miejski."

### Spór piwowarów
Za Licharewą: "W roku 1633 dziesięciu piwowarów uzyskało od Kurfürsta osobny przywilej na zorganizowanie odrębnego cechu. Ten niesłychany fakt wywołał ogromne poruszenie opinii publicznej. Po stronie starego cechu stanęli nie tylko  mieszczanie, lecz także i duchowni. Doszło do gwałtownych starć i bójek, zaś spór rozszerzył się na całą okolicę. Do sprzeciwu piwowarów rastemborskich przyłączyli się mieszczanie i cechy Sępopola, Welawy oraz Insterburga. Kurfürst zażądał przeprowadzenia sądu w tej sprawie [1636). Pokrzywdzeni tymczasem zwrócili się do króla Władysława IV, który wydał w Warszawie list ochronny dla starego cechu. Nabywcy elektorskiego przywileju nie zrezygnowali jednak z uzyskanych uprawnień i na zlecenie króla sprawa miała być poddana ostatecznej decyzji Sądu Najwyższego Prus. Proces sądowy nie odbył się jednak, gdyż w marcu r. 1638 strony zawarły ugodę."

### Okres powojenny
Po II wojnie światowej produkcję piwa w browarze uruchomiono już w 1945.
Browar funkcjonował do końca XX w.

### Stan obecny
Po zamkniętym browarze pozostały urządzenia oraz zabytkowe budynki w obrębie ulic: Asnyka, Pocztowej i Traugutta, które wystawiono na sprzedaż. Nabywca nieruchomości planował rewitalizację zabudowań oraz utworzenie centrum handlowego i minibrowaru. Deklarowana inwestycja nie została jednak zrealizowana, a budynki browaru z początkiem 2012 roku zostały rozebrane.